# 街頭食品

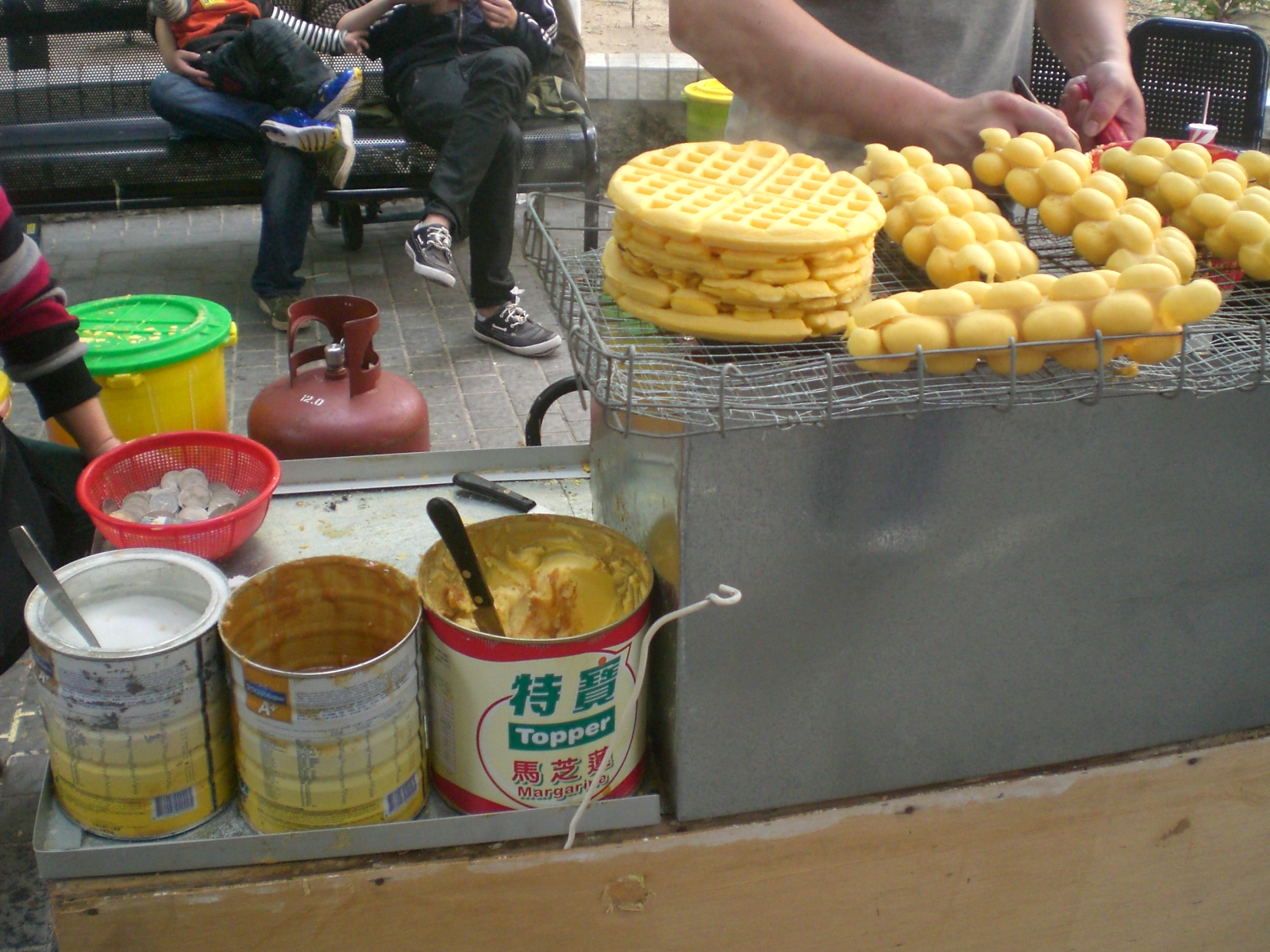
戶外露天小食雞蛋仔

街头食品或街头小吃，是指在面对街道的店面（这些店面多不大）购买食物，在临街的桌子上食用，或是边走边吃。常见的街头小食食品有：饮料、冰淇淋、烤串等。不同的地区街头小食不同，如香港街頭小吃。